# Les Préaux
Les Préaux település Franciaországban, Eure megyében. Lakosainak száma 396 fő (2022. január 1.). Les Préaux Saint-Symphorien, Selles és Tourville-sur-Pont-Audemer községekkel határos.

## Népesség
A település népességének változása:
| Lakosok száma | 345  | 313  | 409  | 441  | 417  | 389  | 377  | 388  | 393  | 396  |
|               | 1968 | 1982 | 1990 | 2006 | 2013 | 2015 | 2017 | 2019 | 2020 | 2022 |